# Evarist Van Quaquebeke
Evarist Van Quaquebeke (Sint-Amandsberg, 15 januari 1880 - Sint-Lambrechts-Woluwe, 13 maart 1950) was een Belgisch syndicalist.

## Levensloop
Gentenaar Van Quaquebeke begon zijn syndicale carrière als voorzitter van het op 16 december 1906 opgerichte Gewestelijk verbond der Christelijke steenbakkerssyndicaten. Deze versmolt in 1910 met het Gewestelijk verbond der Steenbakkers van de Kempen tot het Nationaal Verbond der Christene Steen-, Cement- en Ceramiekbewerkers van België waarvan hij het voorzitterschap op zich nam.
In 1914 werd hij verkozen tot ondervoorzitter van het Algemeen Christen Vakverbond (ACV), in 1919 tot algemeen secretaris en in 1921 tot voorzitter. Hij vervulde deze functie tot 1923. Hij werkte nauw samen met pater Rutten.
Na de fusie van het Nationaal Verbond der Christene Steen-, Cement- en Ceramiekbewerkers van België met de Fédération Nationale des Francs Carriers op 24 december 1922 tot de Christelijke Centrale van werknemers uit de Steen-, Cement-, Ceramiek- en Glasbedrijven (CCSCCG) werd hij voorzitter van deze vakcentrale.